# Petr Chaluš
Petr Chaluš (* 8. července 1973) je český pedagog, úředník a v roce 2024 krátce zastupitel Středočeského kraje.

## Život
Vystudoval pedagogiku na Filozofické fakultě Univerzity Karlovy v Praze. Pracoval v letech 2001–2006 jako poradce pro děti, rodiče i učitele a jako koordinátor školního parlamentu v základní škole Londýnská v Praze 2. Jako člen širšího vedení se podílel na rozvoji inovativních přístupů této školy. Je autorem metodiky školních parlamentů z roku 2006.
Od roku 2005 se podílel na několika prvních letech rozvoje aktivity eTwinning v ČR jako metodik a později i jako národní koordinátor aktivity, pracovník Národní agentury pro evropské vzdělávací programy. V oblasti evropských programů pracuje dosud, nyní v rámci programu Erasmus+ jako koordinátor Centra Euroguidance v ČR, která podporuje evropskou spolupráci v oblasti celoživotního kariérového poradenství. Prezentuje a publikuje k tématům kariérového poradenství.
V rámci revize Rámcového vzdělávacího programu (RVP) v ČR je garantem Osobnostní a sociální výchovy jako pracovník Národního pedagogického institutu.
Jako rodič dobrovolník je aktivní v organizaci Fórum rodičů, která podporuje rodiče v jejich komunikaci se školami a celkově hlas rodičů ve vzdělávání na úrovni škol i na národní úrovni. Podporuje zapojení rodičů do rozhodování o tom, jak školy vypadají, sdružování rodičů při školách a činnost školských rad. Sám je členem školské rady. Tématu školských rad se věnuje také na Ústavu výzkumu a rozvoje vzdělávání v rámci doktorského studia. Vystupuje k tématu na seminářích a konferencích.

## Další aktivity
Angažuje se v dalších aktivitách okolo českého vzdělávání a podporuje inovativní proudy ve veřejném školství. Publikuje v Deníku Referendum k oblasti vzdělávání.

## Politické působení
Není členem žádné politické strany. Ve volbách do Senátu PČR v roce 2018 kandidoval za Piráty v obvodu č. 41 – Benešov. Podpořilo jej také hnutí SEN 21. Se ziskem 9,75 % hlasů skončil na 4. místě.
V komunálních volbách v roce 2018 neúspěšně kandidoval do zastupitelstva Benešova z 15. místa kandidátky subjektu „Česká pirátská strana s podporou Strany zelených“. V komunálních volbách v roce 2022 kandidoval do zastupitelstva Benešova ze 4. místa kandidátky Pirátů, ale nebyl zvolen.
V krajských volbách v roce 2020 kandidoval do Zastupitelstva Středočeského kraje ze 17. místa kandidátky Pirátů, avšak nebyl zvolen. V lednu 2024 však nahradil odcházejícího zastupitele Petra Tomáše a stal se zastupitelem Středočeského kraje.
V krajských volbách v roce 2024 opět kandidoval do Zastupitelstva Středočeského kraje ze 17. místa kandidátky Pirátů. Mandát zastupitele kraje se mu však nepodařilo obhájit.